# Laguna de Negrillos
Laguna de Negrillos ist eine Gemeinde (Municipio) mit 1.046 Einwohnern (Stand: 2024) in der Provinz León der Autonomen Gemeinschaft Kastilien-León. Die Gemeinde besteht neben dem namensgebenden Hauptort aus den Ortschaften Cabañeros, Conforcos und Villamorico.

## Geographie
Laguna de Negrillos liegt etwa 38 Kilometer südsüdwestlich von León in einer Höhe von ca. 780 m. 

## Bevölkerungsentwicklung
| Jahr        | 1900 | 1950 | 1981 | 1991 | 2001 | 2011 | 2021 |
| ----------- | ---- | ---- | ---- | ---- | ---- | ---- | ---- |
| Einwohner   | 1832 | 2319 | 2076 | 1790 | 1444 | 1141 | 1062 |
| Quelle: INE |      |      |      |      |      |      |      |

## Sehenswertes
- Burgreste
- Johannes-der-Täufer-Kirche (Iglesia de San Juan Bautista)
- Marienkirche (Iglesia de Nuestra Señora del Arrabal)

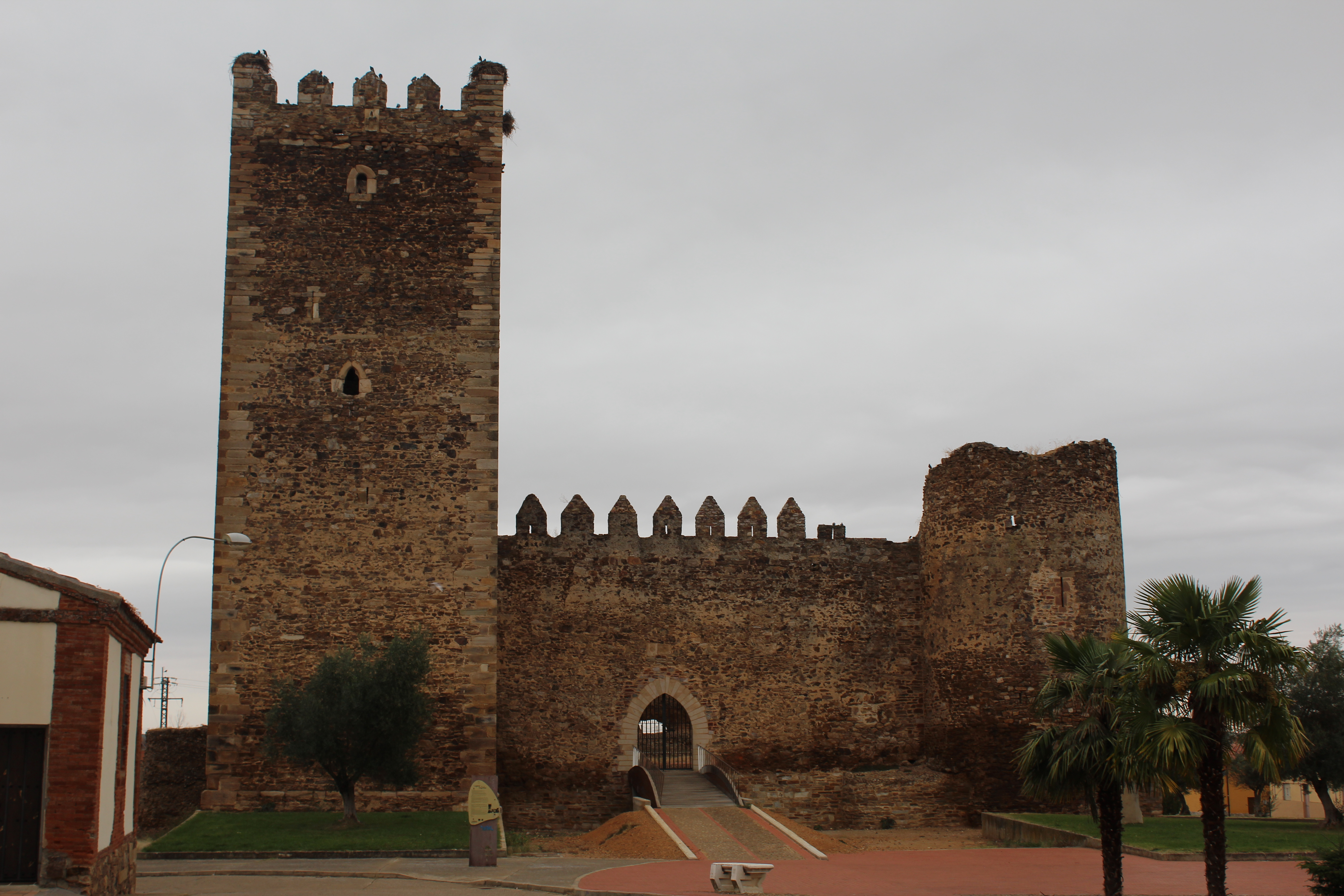
Burgruine
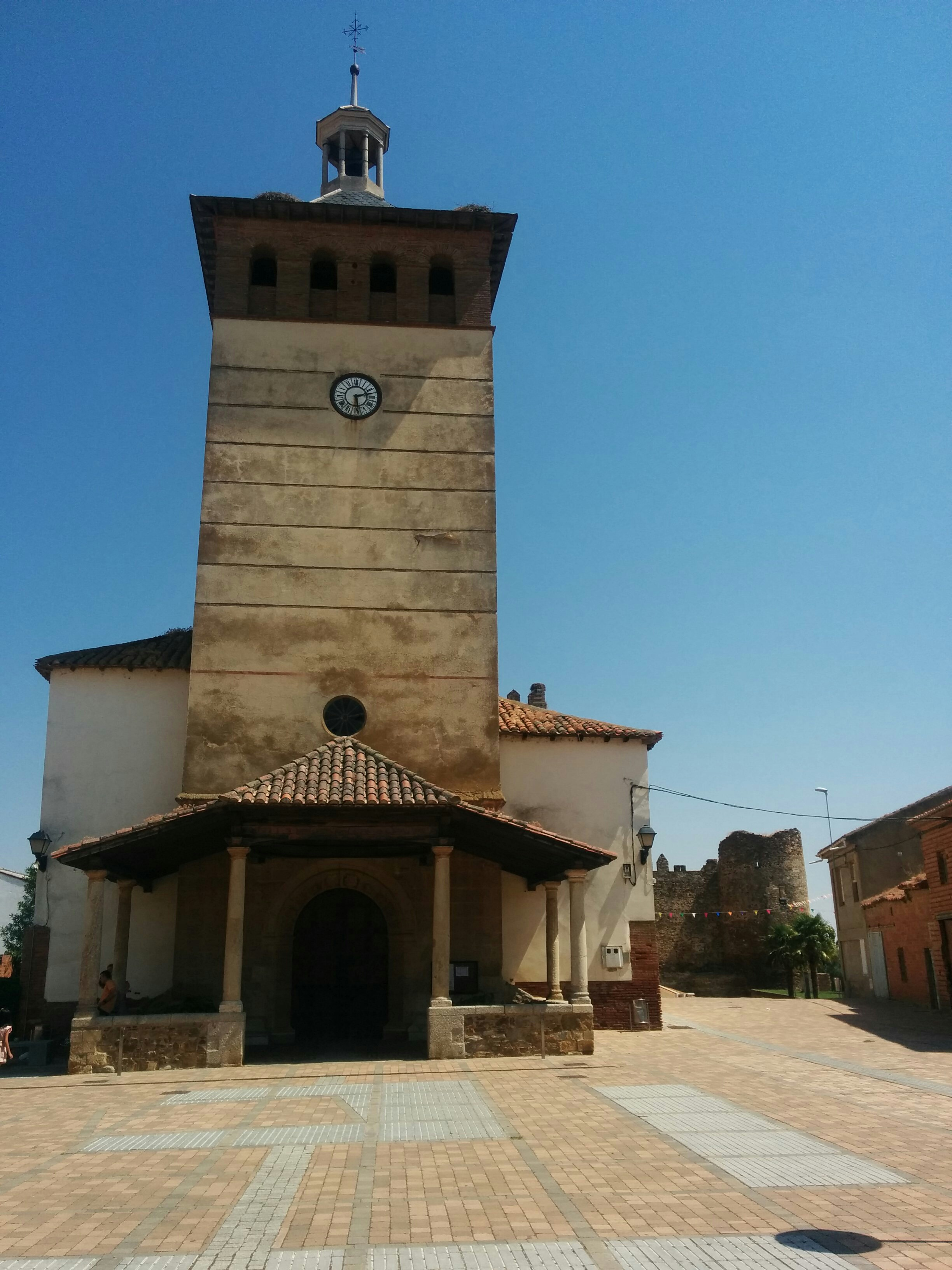
Johannes-der-Täufer-Kirche
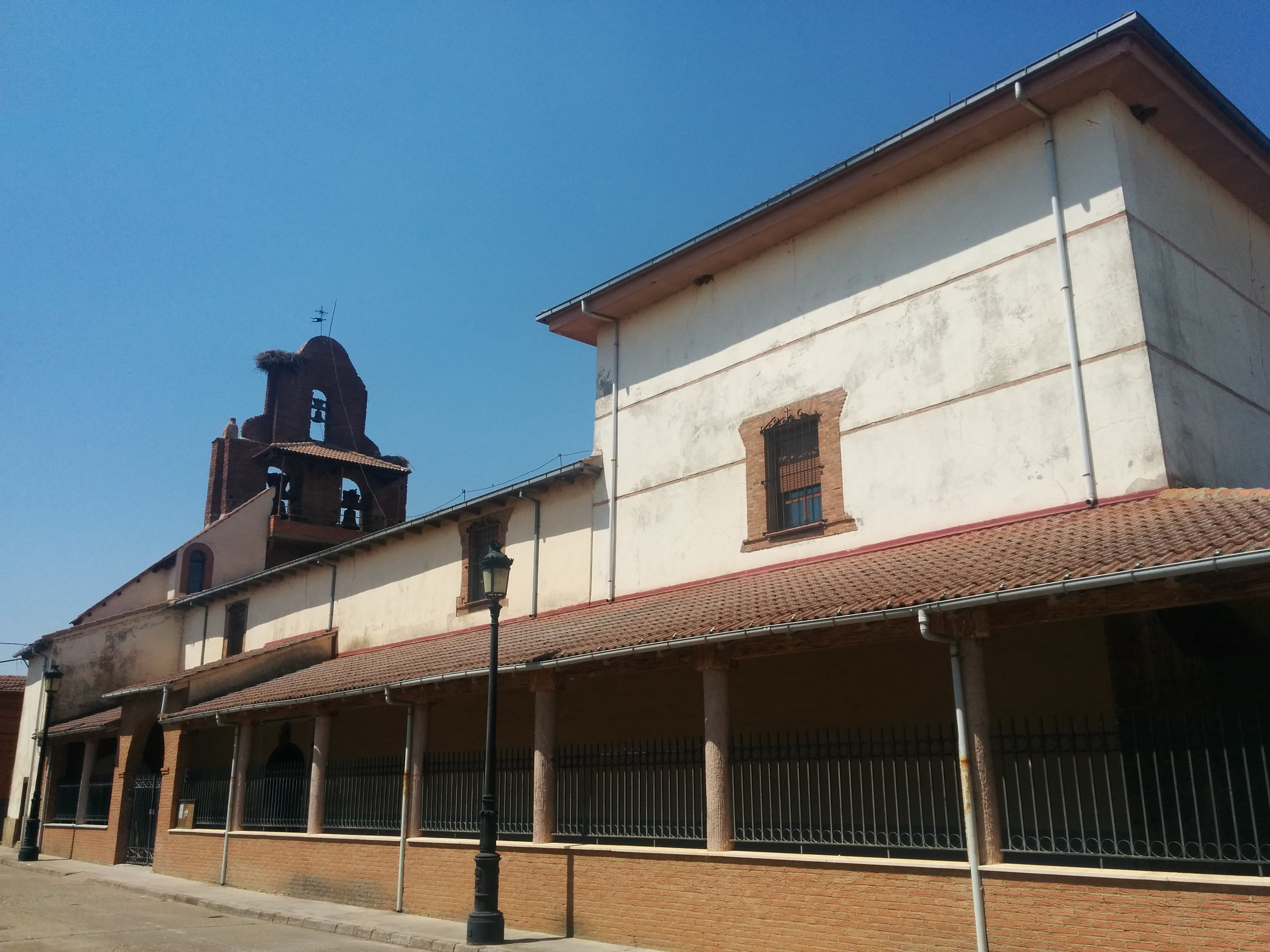
Marienkirche
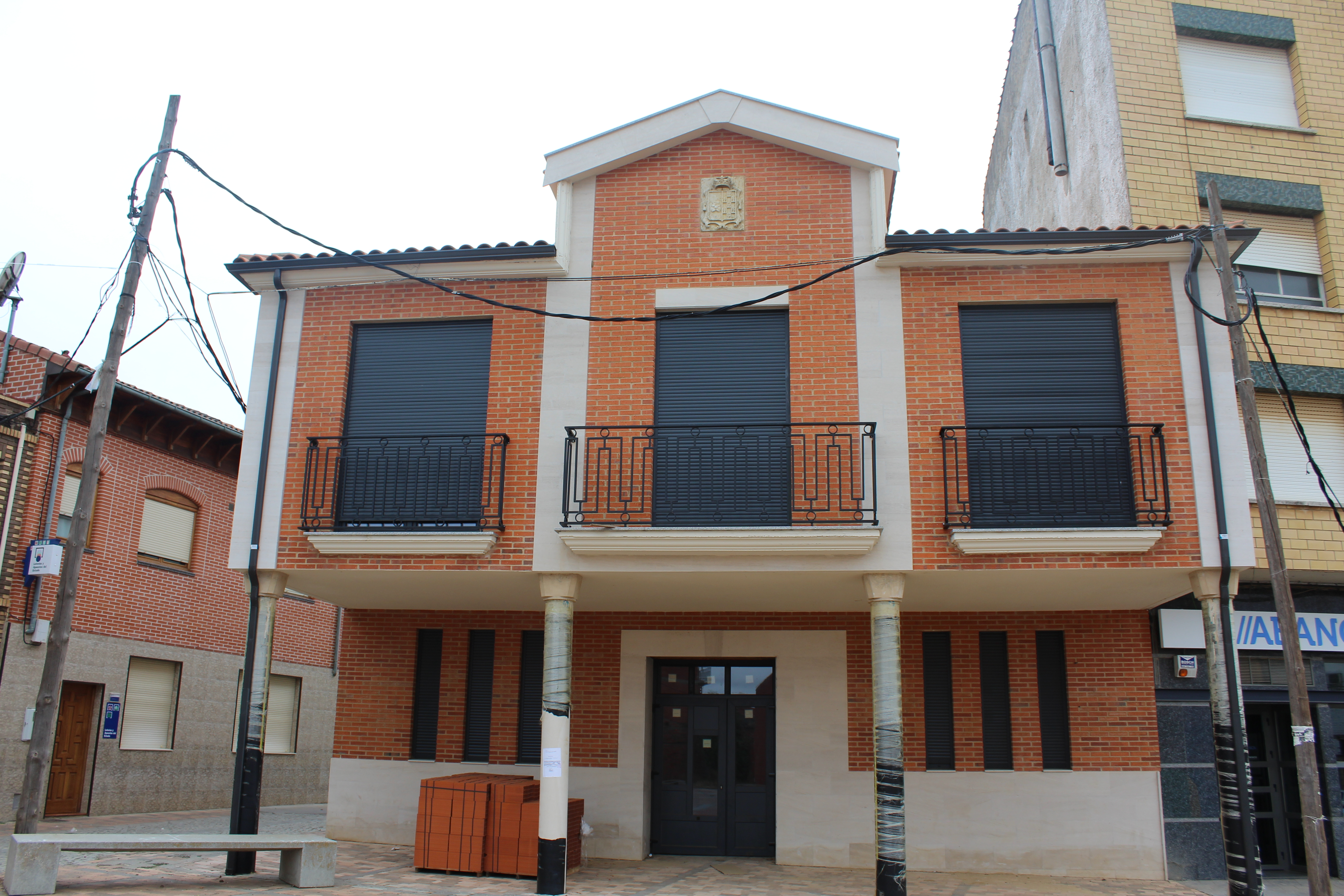
Rathaus